# Rhyacotritonidae
Rhyacotritonidae – monotypowa rodzina płazów z rzędu płazów ogoniastych (Caudata). 

## Zasięg występowania
Rodzina obejmuje gatunki występujące w północno-zachodnich Stanach Zjednoczonych.

## Systematyka

### Etymologia
Rhyacotriton: gr. ῥυαξ rhuax, ῥυακος rhuakos „wezbrany strumień”, od ῥεω rheō „płynąć”; τριτων tritōn „traszka”.

### Podział systematyczny
Do rodziny należy jeden rodzaj Rhyacotriton z następującymi gatunkami:
- Rhyacotriton cascadae Good & Wake, 1992
- Rhyacotriton kezeri Good & Wake, 1992
- Rhyacotriton olympicus (Gaige, 1917) – olimpiak[9]
- Rhyacotriton variegatus Stebbins & Lowe, 1951